# The Great Circus Mystery starring Mickey and Minnie
 (octobre 2019).
Si vous disposez d'ouvrages ou d'articles de référence ou si vous connaissez des sites web de qualité traitant du thème abordé ici, merci de compléter l'article en donnant les références utiles à sa vérifiabilité et en les liant à la section « Notes et références ».
The Great Circus Mystery starring Mickey and Minnie est un jeu vidéo de plate-forme et d'action sorti en 1994 sur Mega Drive et Super Nintendo. C'est le second épisode de la série The Magical Quest. Le jeu a été développé et édité par Capcom.
Le jeu est ressorti en 2003 sur Game Boy Advance développé par Capcom Production Studio 3 sous le titre Disney's Magical Quest 2 starring Mickey and Minnie.